# Сооружение

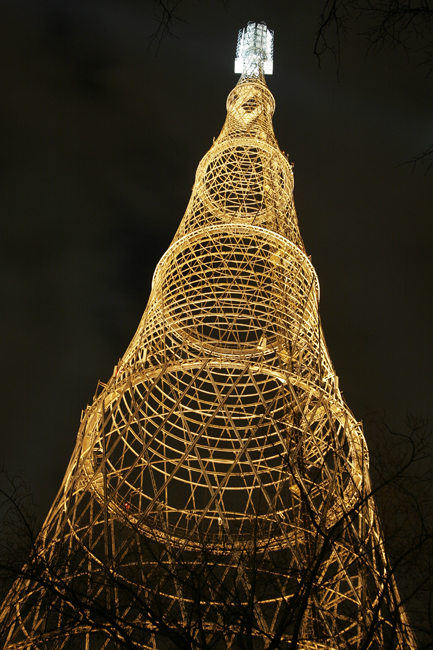
Шуховская башня ночью, 2007 год.

Сооруже́ние — крупный или сложный по устройству построенный объект.

## Техническое регулирование
В России в рамках технического регулирование сооружение — объёмная, плоскостная или линейная строительная система, имеющая наземную, надземную и (или) подземную части, состоящая из несущих, а в отдельных случаях и ограждающих строительных конструкций и предназначенная для выполнения производственных процессов различного вида, хранения продукции, временного пребывания людей, перемещения людей и грузов.
В научно-технической литературе по строительству термин «сооружение» используется также в узком смысле, в значении «строительное сооружение, которое не является зданием», например:
инженерно-технические сооружения (мосты, плотины, мачты, радио- и телебашни, тоннели, сооружения метрополитена, фортификационные сооружения);
мемориальные сооружения (памятники, мемориальные пирамиды и обелиски);
архитектурные сооружения (аркады, колоннады, обелиски)
и многие другие.
В соответствии с п. 10 ст. 1 Градостроительного кодекса Российской Федерации сооружения являются объектами капитального строительства.
Сооружением является объект со всеми его устройствами. Например, плотина как сооружение включает в себя тело плотины, фильтры и дренажи, шпунты и другое. Мост как сооружение включает пролётное строение, опоры, мостовое полотно с настилом. Разнородные элементы составляют одно сооружение, если они объединены общим функциональным назначением. Так, стадионы включают все площадки, созданные в соответствии с их назначением.

## Виды и типы
Виды и типы сооружений:
- Дорожное сооружение
- Гидротехническое сооружение
- Инженерное сооружение[источник не указан 1599 дней] (см. Категория:Инженерные сооружения);
- Подземные сооружения
- Фортификационное сооружение
  - Стационарное
  - Полевое